# George Dufek
George John Dufek, né le 10 février 1903 à Rockford et mort le 10 février 1977 à Bethesda, est un officier américain de la marine américaine, aviateur naval, et spécialiste des zones polaires.

## Biographie
Il a servi lors de la Seconde Guerre mondiale et la guerre de Corée. Dans les années 1940 et 1950, il a passé une partie de sa carrière dans l'Antarctique, d'abord avec l'amiral Richard Byrd, puis comme superviseur des programmes américains dans les régions polaires du Sud. Il a notamment participé à l'opération Highjump en étant chargé du groupe Est basé dans le sud de l'Antarctique.
L'amiral Dufek a été le directeur du Mariners' Museum de Newport News après sa retraite de la marine en 1959.